# 김성훈 (1974년)
김성훈(1974년 ~ )은 대한민국의 영화 감독이다. 

## 영화
- 2013년 영화 《마이 리틀 히어로》 ... 감독
- 2017년 영화 《공조》 ... 감독
- 2018년 영화 《창궐》 ... 감독
- 2023년 영화 《킬링 로맨스》 ... 기획 & 제작

## 드라마
- 2024년 MBC 금토 미니시리즈 《수사반장 1963》 ... 연출

## 같이 보기
- 김성훈 : 영화 《끝까지 간다》와 영화 《터널》를 연출한 대한민국의 영화감독이다.